# Base de lancement de Tanegashima
Le centre spatial de Tanegashima (種子島宇宙センター, Tanegashima uchū sentā) est une base de lancement japonaise. Il est situé sur l'ile de Tanega-shima, à 115 km au sud de Kyushu.

## Historique
Dans les années 1960, l'activité spatiale japonaise est entièrement supervisée par l'ISAS qui est destinée à la recherche scientifique. Le gouvernement japonais crée en 1969 la National Space Development Agency of Japan (NASDA) qui a pour objectif le développement de lanceurs, la mise au point des technologies nécessaires aux satellites d'application ainsi que la conception de ceux-ci. Sur le plan budgétaire, la NASDA reçoit la majeure partie des fonds alloués au spatial (en moyenne 80 %) tandis que l'ISAS voit sa part chuter certaines années à 8 %. Le premier objectif de la NASDA est de disposer d'un lanceur à ergols liquides suffisamment puissant pour placer un satellite sur une orbite géostationnaire à 36 000 km d'altitude. L'agence recherche d'abord un site où pourrait être testé puis lancé ses futures fusées. Une ancienne base de lancement de fusées sondes située à Takesaki dans la petite île de Tanegashima à 100 km au sud de la base de lancement d'Uchinoura est retenue. Le Centre spatial de Tanegashima est construit sur une partie de la côte qui fait face à l'Océan Pacifique. Le 9 septembre 1975, la NASDA place en orbite son premier satellite grâce à la fusée N-I tirée depuis la nouvelle base de lancement.

## Activité
Les activités du centre comprennent le montage, les essais, le lancement et le suivi des satellites, ainsi que les tirs de tests de moteurs de fusées. Les contraintes climatiques limitent l'utilisation de cette base à quatre mois par an environ.

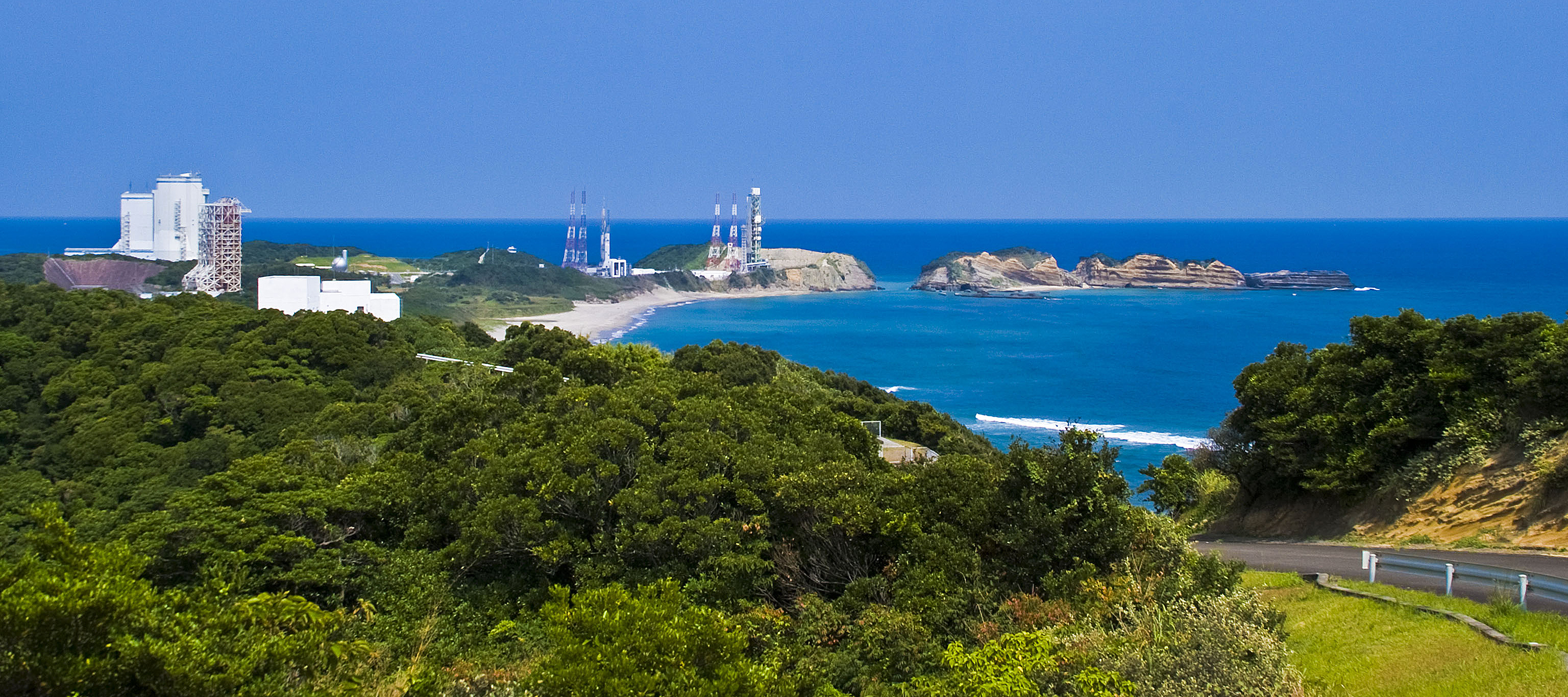
Le Centre spatial de Tanegashima.

## Les installations

### Complexes de lancement
Le centre comprend deux aires distinctes pour les lancements de fusée :
- Le champ de tir Takesaki créé en 1967 et situé au sud est utilisé pour tirer des fusées-sondes de type  Lambda, MT-135, S et TR-1. Deux lanceurs de satellites de type Mu ont décollé depuis ce pas de tir le 2 septembre 1974 et le 5 février 1975. On y trouve également  les bâtiments administratifs, la météorologie, le suivi des satellites et le lancement de petites fusées.
- Le champ de tir Osaki situé au nord de la base est subdivisé en deux sous-ensembles. Le complexe de lancement Yoshinobu (en abrégé en LA-Y) est utilisé depuis 1993 pour lancer les lanceurs moyens/lourds H-II. Il comprend deux pas de tir destinés respectivement aux H-IIA et H-IIB. Le complexe de lancement Osaki (en abrégé LA-N), aujourd'hui désaffecté, a été utilisé pour les lanceurs, où se trouve le site d'assemblage des lanceurs et où sont effectués les essais  J-I, N-I et N-II.

Pas de tir et lancements
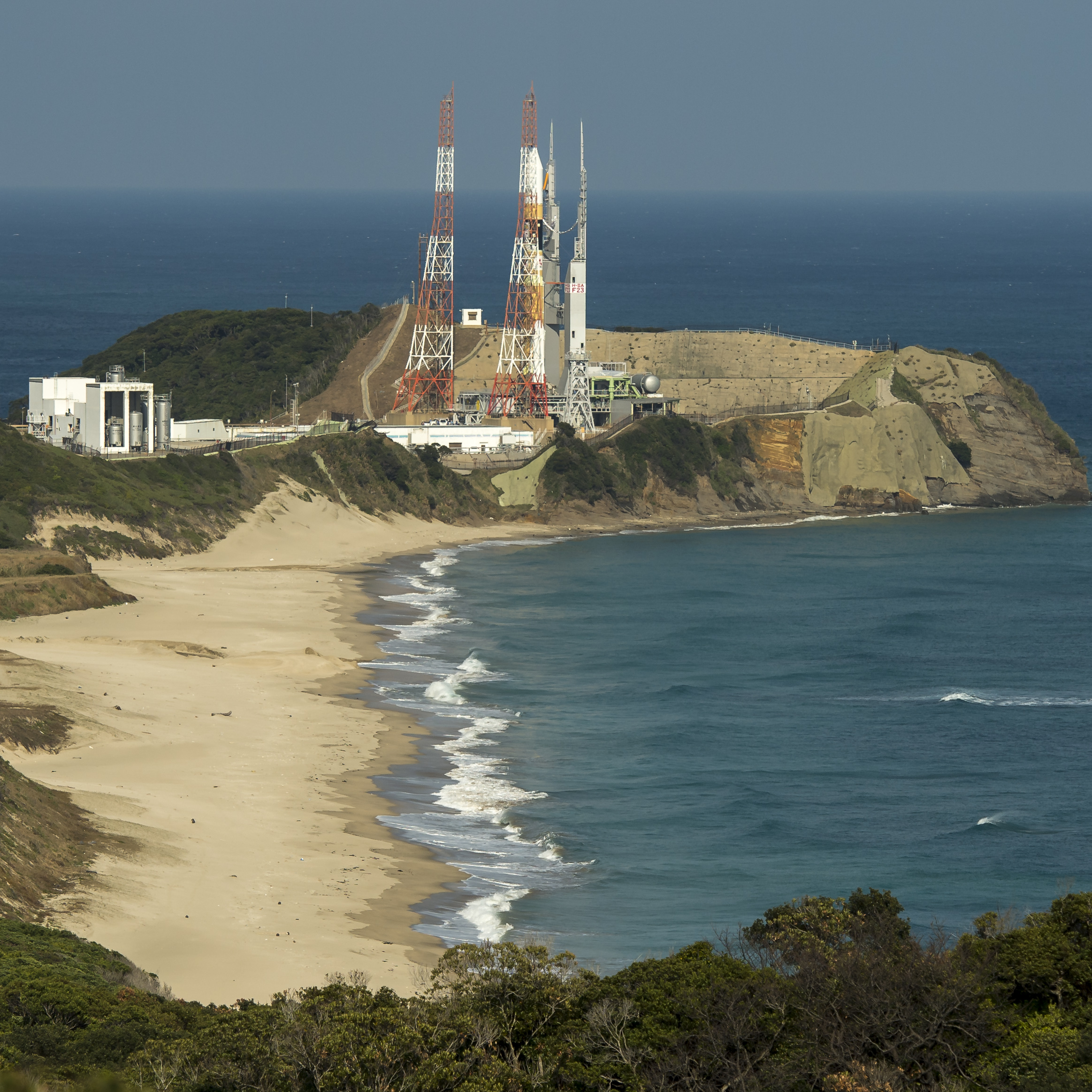
Pas de tir.
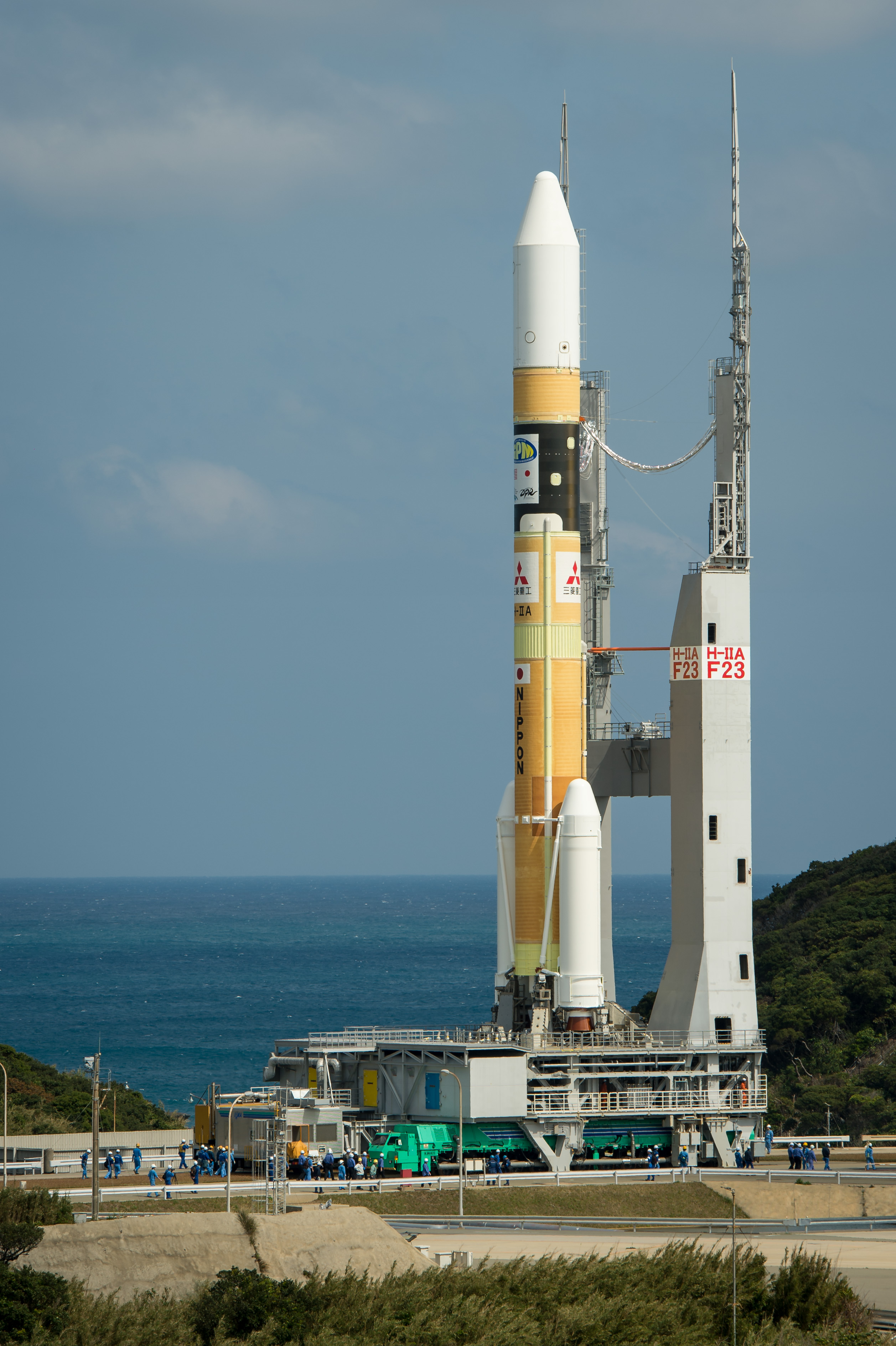
H-IIA sur son pas de tir.
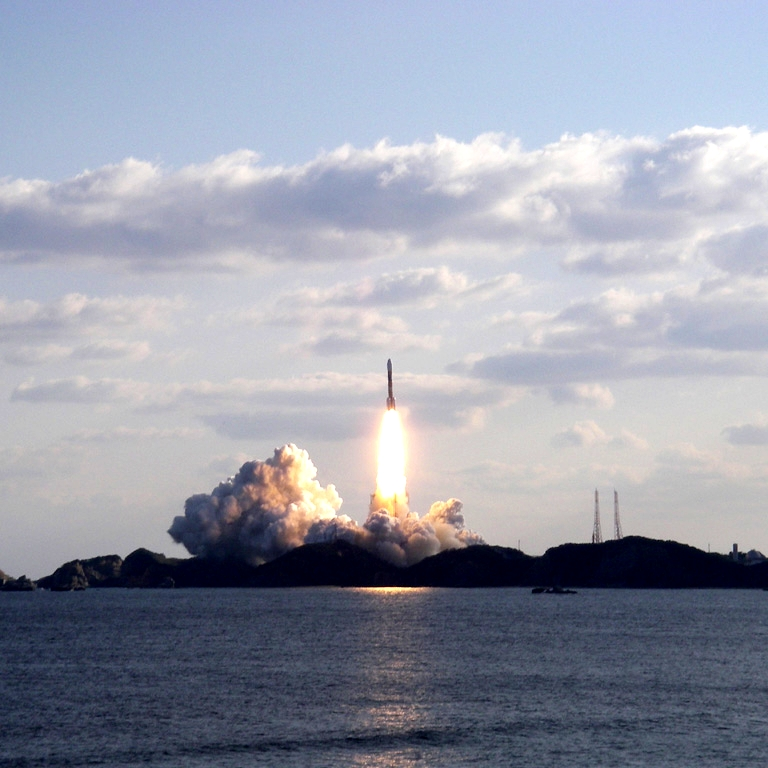
Lancement de la fusée H-IIA du centre de Tanegashima.